# 6 augustus
6 augustus is de 218de dag van het jaar (219de in een schrikkeljaar) in de gregoriaanse kalender. Hierna volgen nog 147 dagen tot het einde van het jaar.

## Gebeurtenissen
- Algemeen
  - 1812 - De vulkaan Awu op het eiland Sangihe Besar (Indonesië) barst uit en maakt 953 slachtoffers.
  - 1890 - William Kemmler sterft als eerste mens op de elektrische stoel.
  - 1991 - Het Franse automerk Peugeot trekt zich terug van de markt in de Verenigde Staten.
  - 1997 - Vlucht 801 van Korean Air (Boeing 747) stort neer in slecht weer bij de landing op Guam International Airport met als gevolg 228 doden en 26 overlevenden.[1]
  - 2006 - In Utrecht raakt een trap van de straat naar de werf van de Oudegracht los bij een muzikale botenparade, waardoor tientallen mensen licht- tot zwaargewond raken. Een slachtoffer bezwijkt aan zijn verwondingen.
  - 2011 - In Tottenham en andere Londense wijken breken rellen uit nadat een 29-jarige inwoner wordt doodgeschoten tijdens een vuurgevecht met de politie.
  - 2016 - In een politiebureau van de Belgische stad Charleroi worden twee politievrouwen levensgevaarlijk verwond met een machete door de Algerijn Khaled Babouri in naam van de terreurgroep Islamitische Staat. Een derde agente schiet de aanvaller neer en kort daarna overlijdt hij in het ziekenhuis.[2]
  - 2023 - Bij de stad Nawabshah in de Pakistaanse provincie Sindh vallen tientallen doden en gewonden door een zwaar treinongeluk waarbij tien treinwagons ontsporen.[3]

- Oorlog
  - 1661 - Vrede van Den Haag wordt ondertekend door Portugal en de Republiek der Zeven Verenigde Nederlanden.
  - 1945 - WO II: de eerste atoombomaanval ooit wordt uitgevoerd op Hiroshima: 70.000 doden.
  - 1990 - De Verenigde Naties kondigt sancties tegen Irak af na de inval in Koeweit. Met dertien stemmen voor en twee onthoudingen (van Cuba en Jemen) beslist de Veiligheidsraad om economische maatregelen te nemen.
  - 2011 - De radicaal-islamitische terreurbeweging Al-Shabaab trekt zich terug uit de Somalische hoofdstad Mogadishu.
- Muziek
  - 1965 - Het Beatles-album Help! komt uit.
  - 1996 - Ramones geven hun laatste optreden in Los Angeles.
- Politiek
  - 1806 - Het Heilige Roomse Rijk wordt ontbonden.
  - 1962 - Jamaica wordt onafhankelijk van het Verenigd Koninkrijk.
  - 1997 - Hugo Banzer, die in 1971 als legergeneraal de macht greep in Bolivia, wordt via de democratische weg geïnstalleerd als president.
  - 2012 - In het politiek onrustige Roemenië wijzigt premier Victor Ponta zijn kabinet; hij vervangt onder meer zijn ministers van Buitenlandse Zaken en Justitie, nadat eerder de minister van Binnenlandse Zaken zelf was opgestapt.
- Religie
  - 258 - Paus Sixtus II wordt tijdens de mis in de Catacombe van Sint-Calixtus gearresteerd, hij sterft in Rome samen met vier diakens de marteldood (onthoofding).
  - 1623 - Kardinaal Maffeo Barberini wordt gekozen tot Paus Urbanus VIII.
  - 2001 - Stichting van de Kluis van Warfhuizen.

- Sport

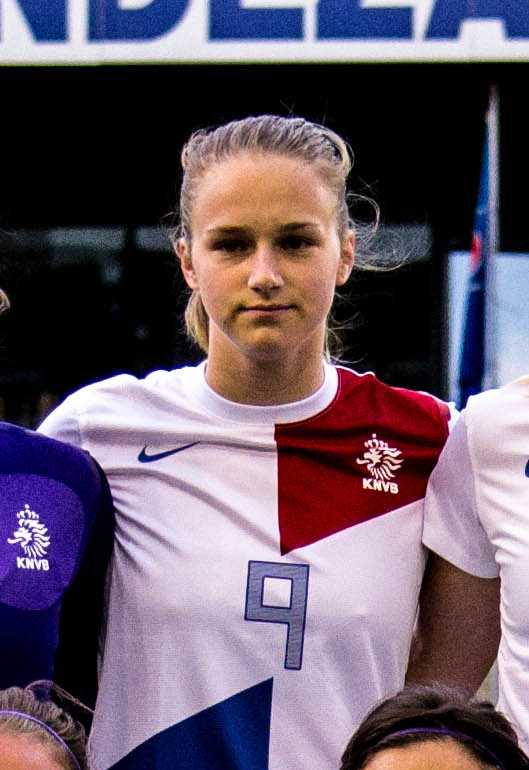
Vivianne Miedema, een van de nieuwe Europees Kampioenen in 2017

  - 1985 - Matt Biondi scherpt in Mission Viejo tot twee keer toe het wereldrecord op de 100 meter vrije slag aan: eerst tot 49,24, dan tot 48,95. Het oude record (49,36) stond sinds 3 april 1981 op naam van zijn Amerikaanse landgenoot en collega-zwemmer Rowdy Gaines.
  - 2005 - In Frisco, de noordelijke voorstad van Dallas, wordt het Pizza Hut Park officieel geopend.
  - 2006 - Op de Hungaroring behaalt de Britse coureur Jenson Button zijn eerste Formule 1 Grand Prix overwinning.
  - 2011 - De Nederlandse tennisser Robin Haase wint het ATP-toernooi in Kitzbühel; het is zijn eerste ATP-titel.
  - 2016 – De Belg Greg Van Avermaet behaalt de gouden medaille in de wegwedstrijd wielrennen op de Olympische Spelen in Rio de Janeiro
  - 2017 - Het Nederlands vrouwenvoetbalelftal wint het Europees kampioenschap in eigen land. De Oranje-dames verslaan in de finale in Enschede Denemarken met 4-2.
  - 2017 - Anouk Vetter, de regerend Europees kampioene op de zevenkamp, wint de bronzen medaille bij de WK atletiek 2017 in Londen. Haar eindscore van 6636 punten betekent een verbetering van haar eigen Nederlands record.
  - 2021 - Op de Olympische Zomerspelen wint de Nederlandse baanwielrenner Harrie Lavreysen goud op de sprint. In de finale klopt hij zijn landgenoot Jeffrey Hoogland.
  - 2021 - Op de Olympische Zomerspelen winnen de Nederlandse hockeysters hun vierde olympische titel door Argentinië met 3-1 te verslaan
  - 2023 - Mathieu van der Poel is in Glasgow Wereldkampioen op de weg geworden. De laatste Nederlander die dat presteerde was 38 jaar geleden Joop Zoetemelk. De Belg Wout van Aert en Tadej Pogacar uit Slovenië eindigen als tweede en derde.[4]
  - 2023 - Beachvolleyballers Leon Luini en Yorick de Groot halen bij het Europees kampioenschap beachvolleybal in Wenen een zilveren medaille. Het Nederlandse duo verliest in de finale in twee sets van de titelverdedigers David Åhman en Jonatan Hellvig uit Zweden.[5]
  - 2023 - Lotte Kopecky uit België wint op het onderdeel afvalkoers bij de Wereldkampioenschappen baanwielrennen in Glasgow (Schotland) voor de tweede keer op rij goud door in de eindsprint sneller te zijn dan de Française Valentine Fortin en de Amerikaanse Jennifer Valente.[6]
  - 2023 - De Griekse tennisser Stefanos Tsitsipas wint het ATP-toernooi van Los Cabos door in de finale de Australiër Alex de Minaur in twee sets te verslaan.[7]
- Wetenschap en technologie
  - 1961 - Lancering van de Vostok 2 met aan boord German Titov.[8]
  - 1991 - Tim Berners-Lee publiceert bestanden met de beschrijving van zijn ideeën voor het Wereldwijd web. De eerste pagina van het wereldwijde web verschijnt.
  - 2012 - De verkenner Curiosity landt op Mars. Het voertuig gaat op zoek naar sporen van leven op de planeet.[9]
  - 2014 - Na een reis door het zonnestelsel van zo'n 10 jaar bereikt het Rosetta ruimtevaartuig de eindbestemming komeet 67P/Tsjoerjoemov-Gerasimenko.[10]

## Geboren

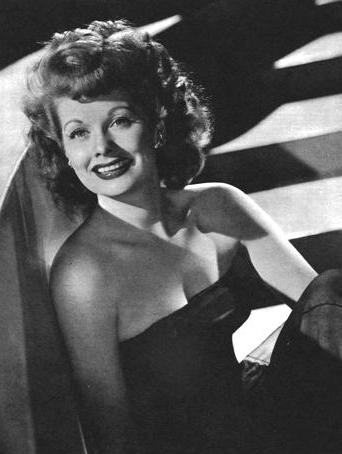
Lucille Ball
geboren in 1911

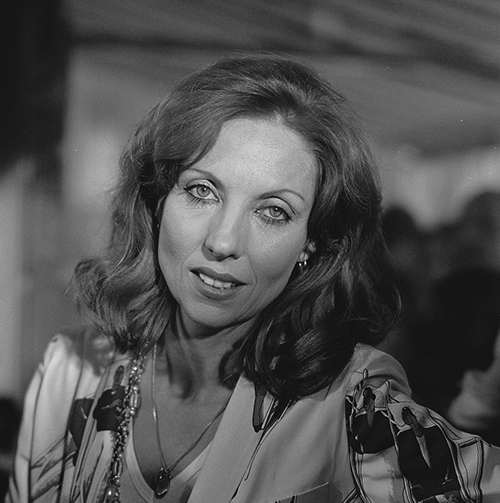
Carry Tefsen
geboren in 1938

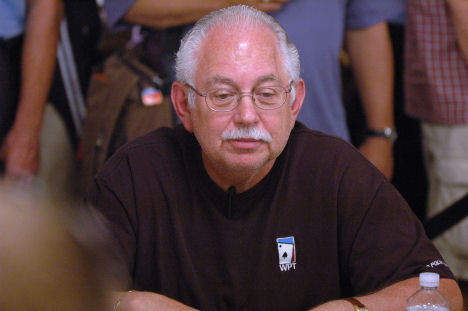
Lyle Berman
geboren in 1941

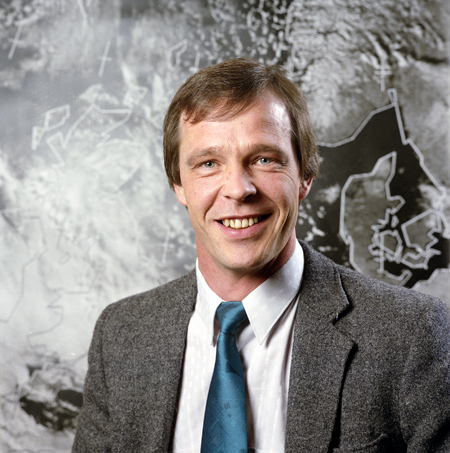
Erwin Kroll
geboren in 1950

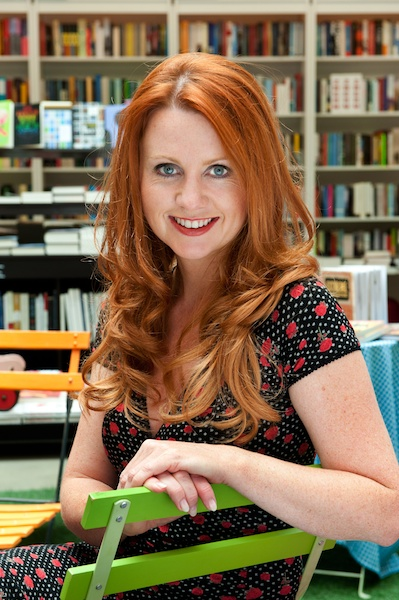
Ianka Fleerackers
geboren in 1971

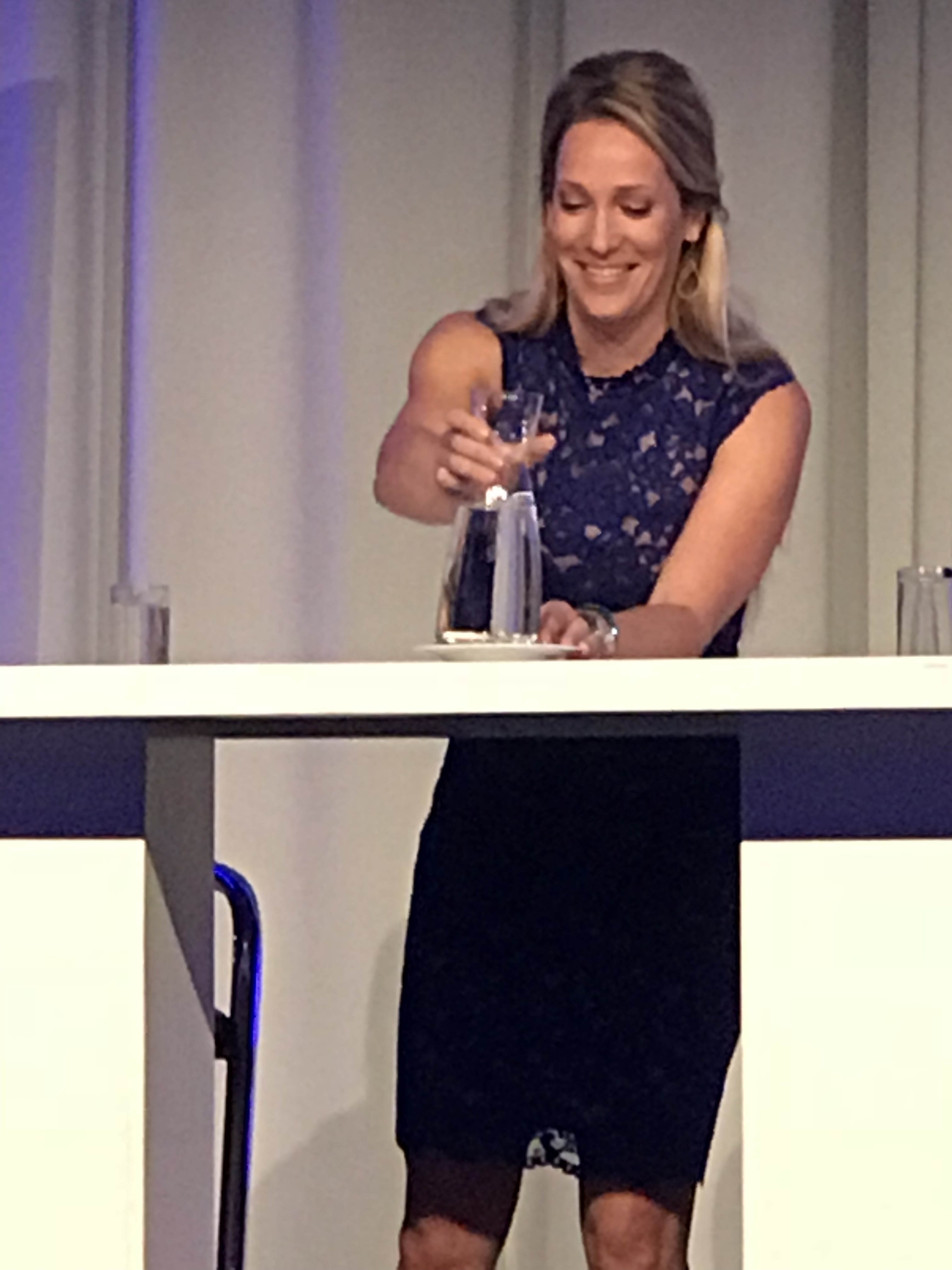
Hélène Hendriks
geboren in 1980

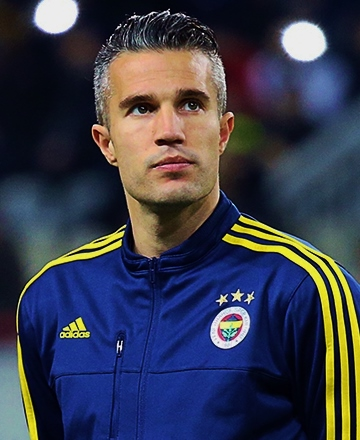
Robin van Persie
geboren in 1983

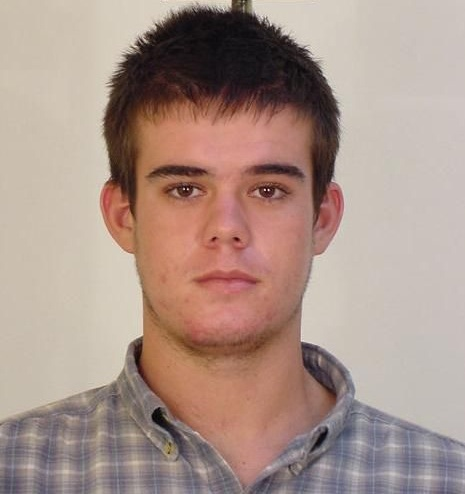
Joran van der Sloot
geboren in 1987

- 1622 - Tjerk Hiddes de Vries, Fries admiraal en zeeheld (overleden 1666)
- 1697 - Keizer Karel VII Albrecht, Rooms-Duits keizer (overleden 1745)
- 1715 - Luc de Clapiers de Vauvenargues, Frans schrijver (overleden 1747)
- 1809 - Alfred Tennyson, Engels dichter (overleden 1892)
- 1828 - Andrew Still, Amerikaans arts en grondlegger van de osteopathie (overleden 1917)
- 1861 - Edith Roosevelt, Amerikaans presidentsvrouw (overleden 1948)
- 1862 - Armand Rassenfosse, Belgisch schilder en graficus (overleden 1934)
- 1868 - Armand Thiéry, Belgisch priester, theoloog en psycholoog (overleden 1955)
- 1881 - Alexander Fleming, Brits bacterioloog, ontdekker van de penicilline (overleden 1955)
- 1882 - Gerrit Hendrik Kersten, Nederlands politicus, theoloog en predikant (overleden 1948)
- 1883 - Paul Collin, Nederlands zanger en cabaretier (overleden 1968)
- 1885 - Ro van Oven, Nederlands feministe, schrijfster, vertaalster, kunsthistorica en journaliste (overleden 1969)
- 1887 - Dudley Benjafield, Brits autocoureur (overleden 1957)
- 1889 - John Middleton Murry, Brits schrijver, journalist en criticus (overleden 1957)
- 1891 - Sixto Orosa sr., Filipijns arts en schrijver (overleden 1981)
- 1894 - Arnaldo da Silveira, Braziliaans voetballer (overleden 1980)
- 1897 - Emmy van Swoll, Nederlands actrice (overleden 1990)
- 1899 - Lillebil Ibsen, Noors actrice en danseres (overleden 1989)
- 1900 - Coen Deering, Nederlands politicus (overleden 1990)
- 1903 - Charles McIlvaine, Amerikaans roeier (overleden 1975)
- 1904 - M. Revis, Nederlands schrijver (overlijden 1973)
- 1910 - Charles Crichton, Brits filmregisseur (overleden 1999)
- 1911 - Lucille Ball, Amerikaans actrice (overleden 1989)
- 1914 - Jaak Broekx, Belgisch eeuweling en oudste levende man van België (overleden 2023)
- 1916 - Erik Nilsson, Zweeds voetballer (overleden 1995)
- 1916 - Dom Mintoff, Maltees politicus (overleden 2012)
- 1917 - Robert Mitchum, Amerikaans acteur (overleden 1997)
- 1918 - Skip Alexander, Amerikaans golfer (overleden 1997)
- 1919 - Treddy Ketcham, Amerikaans militair in de Tweede Wereldoorlog en sportbestuurder (overleden 2006)
- 1920 - Jean de Heinzelin de Braucourt, Belgisch geoloog (overleden 1998)
- 1920 - Ella Raines, Amerikaans actrice (overleden 1988)
- 1922 - Freddie Laker, Brits luchtvaartpionier en -ondernemer (overleden 2006)
- 1923 - Marisa Merlini, Italiaans actrice (overleden 2008)
- 1924 - Philippe Washer, Belgisch tennisser (overleden 2015)
- 1925 - Barbara Bates, Amerikaans actrice (overleden 1969)
- 1925 - Norbert Gawronski, Pools-Nederlands architect (overleden 2021)
- 1928 - Andy Warhol, Amerikaans schilder (overleden 1987)
- 1929 - Willy Kernen, Zwitsers voetballer (overleden 2009)
- 1930 - Hans Grosheide, Nederlands politicus (overleden 2022)
- 1930 - Abbey Lincoln, Amerikaans jazzzangeres en actrice (overleden 2010)
- 1930 - Jerry Voré, Nederlands zanger (overleden 2013)
- 1932 - Michael Deeley, Brits filmproducent
- 1932 - Howard Hodgkin, Brits kunstschilder (overleden 2017)
- 1933 - Frans van Dusschoten, Nederlands revue-artiest en stemacteur (overleden 2005)
- 1933 - Josef Kolmaš, Tsjechisch sinoloog en tibetoloog (overleden 2021)
- 1934 - Piers Anthony, Amerikaans sciencefiction- en fantasyschrijver
- 1934 - Pol de Beer, Nederlands politicus (overleden 2024)
- 1934 - Pijkel Schröder, Nederlands feministe en bestuurder (overleden 2000)
- 1935 - Mário Coluna, Portugees voetballer (overleden 2014)
- 1935 - Floor Kist, Nederlands tekstschrijver en diplomaat
- 1936 - Dražan Jerković, Kroatisch voetballer (overleden 2008)
- 1936 - Kees Sorgdrager, Nederlands journalist (overleden 2017)
- 1937 - Charlie Haden, Amerikaans jazzmuzikant (overleden 2014)
- 1937 - John Parke, Noord-Iers voetballer (overleden 2011)
- 1937 - Baden Powell, Braziliaans gitarist (overleden 2000)
- 1937 - Henk Wesseling, Nederlands historicus (overleden 2018)
- 1937 - Barbara Windsor, Brits actrice (overleden 2020)
- 1938 - Carry Tefsen, Nederlands actrice en televisiepresentatrice
- 1939 - Alice Oppenheim, Nederlands omroepster en journaliste
- 1941 - Abel Verônico, Braziliaans voetballer
- 1941 - Bert André, Nederlands acteur (overleden 2008)
- 1941 - Lyle Berman, Amerikaans zakenman en pokerspeler
- 1942 - Evelyn Hamann, Duits actrice en comédienne (overleden 2007)
- 1942 - George Jung, Amerikaans drugshandelaar en smokkelaar (overleden 2021)
- 1945 - Mieke van der Burg, Nederlands politica
- 1945 - Sjouke Tel, Nederlands atleet
- 1946 - Allan Holdsworth, Brits gitarist en jazz-componist (overleden 2017)
- 1948 - Nikolaj Avilov, Sovjet-Russisch atleet
- 1949 - Edu, Braziliaans voetballer
- 1949 - Tom Pitstra, Nederlands politicus
- 1950 - Erwin Kroll, Nederlands televisieweerman
- 1951 - Catherine Hicks, Amerikaans actrice
- 1951 - Christophe de Margerie, Frans ondernemer, CEO van de oliemaatschappij Total (overleden 2014)
- 1951 - Herman Snoeijink, Nederlands amateurwielrenner
- 1952 - Michel Hagen, Nederlands priester
- 1952 - Ton Scherpenzeel, Nederlands muzikant
- 1952 - Vinnie Vincent, Amerikaans muzikant
- 1953 - Martin Bossenbroek, Nederlands historicus en auteur
- 1954 - Elly de Graaf, Nederlands actrice
- 1955 - Gordon J. Brand, Brits golfspeler (overleden 2020)
- 1956 - Sergio Santín, Uruguayaans voetballer
- 1958 - Didier Reynders, Belgisch politicus
- 1958 - Marianne Vogel, Nederlandse schrijver, germanist, literair vertaler
- 1962 - Jevhen Sjachov, Sovjet-Oekraïens voetballer en trainer
- 1962 - Michelle Yeoh, Maleisisch-Chinees actrice
- 1963 - Dean Andrews, Engels acteur
- 1963 - Kadir van Lohuizen, Nederlands fotograaf
- 1963 - Kevin Mitnick, Amerikaans computerbeveiligingsadviseur en auteur (overleden 2023)
- 1965 - Luc Alphand, Frans alpineskiër en autocoureur
- 1965 - Ravi Coltrane, Amerikaans jazzsaxofonist
- 1965 - Stéphane Peterhansel, Frans rallyrijder
- 1965 - Thomas Schönlebe, Duits atleet
- 1965 - Mark Speight, Brits televisiepresentator (overleden 2008)
- 1966 - Michael Hilgers, Duits hockeyer
- 1967 - Markus Schleicher, Duits wielrenner
- 1967 - Sven Strüver, Duits golfer
- 1968 - Jack de Gier, Nederlands voetballer en voetbalcoach
- 1968 - Olga Markova, Russisch atlete
- 1969 - Alejandro Maclean, Spaans piloot (overleden 2010)
- 1969 - Medina Schuurman, Nederlands actrice en castingdirector
- 1970 - Erwin Thijs, Belgisch wielrenner
- 1971 - Ianka Fleerackers, Belgisch actrice, presentatrice en kinderboekenschrijfster
- 1971 - Angela Postma, Nederlands zwemster
- 1972 - Geri Halliwell, Brits zangeres
- 1973 - Stuart O'Grady, Australisch wielrenner
- 1974 - Bobby Petta, Nederlands voetballer
- 1975 - Jevgeni Lovtsjev, Kazachs voetballer
- 1975 - Rik Platvoet, Nederlands voetballer
- 1975 - Giorgio Rocca, Italiaans alpineskiër
- 1975 - Renate Götschl - Oostenrijkse alpineskister
- 1976 - Javier del Amor, Spaans motorcoureur
- 1976 - Fabienne Feraez, Benins atlete
- 1978 - Raymond Bronkhorst, Nederlands voetballer
- 1978 - Davide Frattini, Italiaans wielrenner
- 1978 - Svetlana Kajkan, Russisch schaatsster
- 1979 - Francesco Bellotti, Italiaans wielrenner
- 1979 - Aurélien Clerc, Zwitsers wielrenner
- 1979 - Armen Martirosyan, Armeens atleet
- 1980 - Leo Alkemade, Nederlands cabaretier
- 1980 - Hélène Hendriks, Nederlands televisiepresentator en verslaggever
- 1980 - Ismaïl Sbaï, Marokkaans autocoureur
- 1980 - Roman Weidenfeller, Duits voetballer
- 1981 - Lucie Décosse, Frans judoka
- 1981 - Wang Fei, Chinees beachvolleyballer
- 1982 - Anthony Obodai, Ghanees voetballer
- 1982 - Kevin Van der Perren, Belgisch kunstrijder
- 1983 - Björn Kircheisen, Duits noordse combinatieskiër
- 1983 - Robin van Persie, Nederlands voetballer
- 1983 - Kenny Philippaars, Belgisch zanger en choreograaf
- 1984 - Vedad Ibišević, Bosnisch voetballer
- 1984 - Typhoon, Nederlands rapper
- 1985 - Mickaël Delage, Frans wielrenner
- 1985 - Ana Drev, Sloveens alpineskiester
- 1985 - Bafétimbi Gomis, Frans voetballer
- 1985 - Brendan Sexton, Australisch triatleet
- 1985 - Garrett Weber-Gale, Amerikaans zwemmer
- 1986 - Mehmet Akgün, Duits voetballer
- 1986 - Jérôme Coppel, Frans wielrenner
- 1986 - David van Hetten, Nederlands atleet
- 1986 - Shannon Szabados, Canadees ijshockeyster
- 1987 - Joran van der Sloot, Nederlands crimineel
- 1988 - Tongo Doumbia, Malinees voetballer
- 1988 - Gilbert Yegon, Keniaans atleet
- 1988 - Simon Mignolet, Belgische voetballer
- 1989 - Lennart Timmerman, Nederlands acteur
- 1990 - Roland Alberg, Nederlands voetballer
- 1990 - Nick Wilson, Nieuw-Zeelands hockeyer
- 1991 - Jiao Liuyang, Chinees zwemmer
- 1992 - Jelani Alladin, Amerikaans acteur
- 1992 - Alizée Baron, Frans freestyleskiester
- 1992 - Campbell Flakemore, Australisch wielrenner
- 1992 - Han Cong, Chinees kunstschaatser
- 1992 - Tara Moore, Brits tennisster
- 1993 - Trevor Jacob, Amerikaans snowboarder
- 1993 - Amin Younes, Duits voetballer
- 1995 - Rebecca Peterson, Zweeds tennisspeelster
- 1995 - Amy Forsyth, Canadees actrice
- 1996 - Nick Runderkamp, Nederlands voetballer
- 1997 - Rinka Duijndam, Nederlands handbalster
- 1997 - Aïsse Gumbs, Arubaans voetbalster
- 1997 - Lautaro Martínez, Frans voetballer
- 2000 - Nikki IJzerman, Nederlands voetbalster
- 2001 - Ty Simpkins, Amerikaans acteur
- 2002 - Nessa Barrett, Amerikaans singer-songwriter
- 2002 - Maite Cáceres, Uruguayaans autocoureur
- 2002 - Ella Peddemors, Nederlands voetbalster
- 2005 - Matthew Brennan, Brits wielrenner

## Overleden
- 258 - Paus Sixtus II

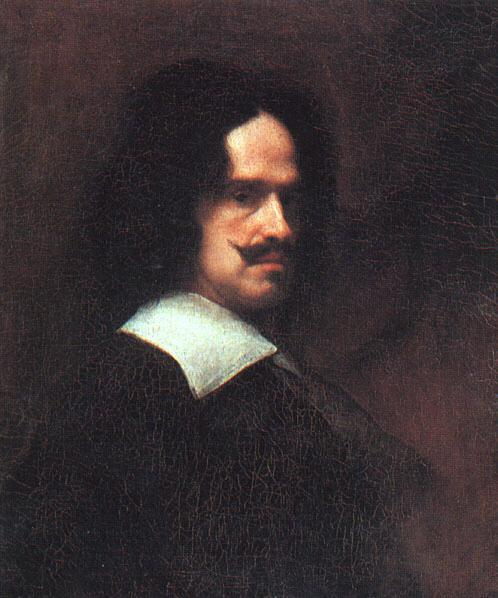
Diego Velázquez
overleden in 1660

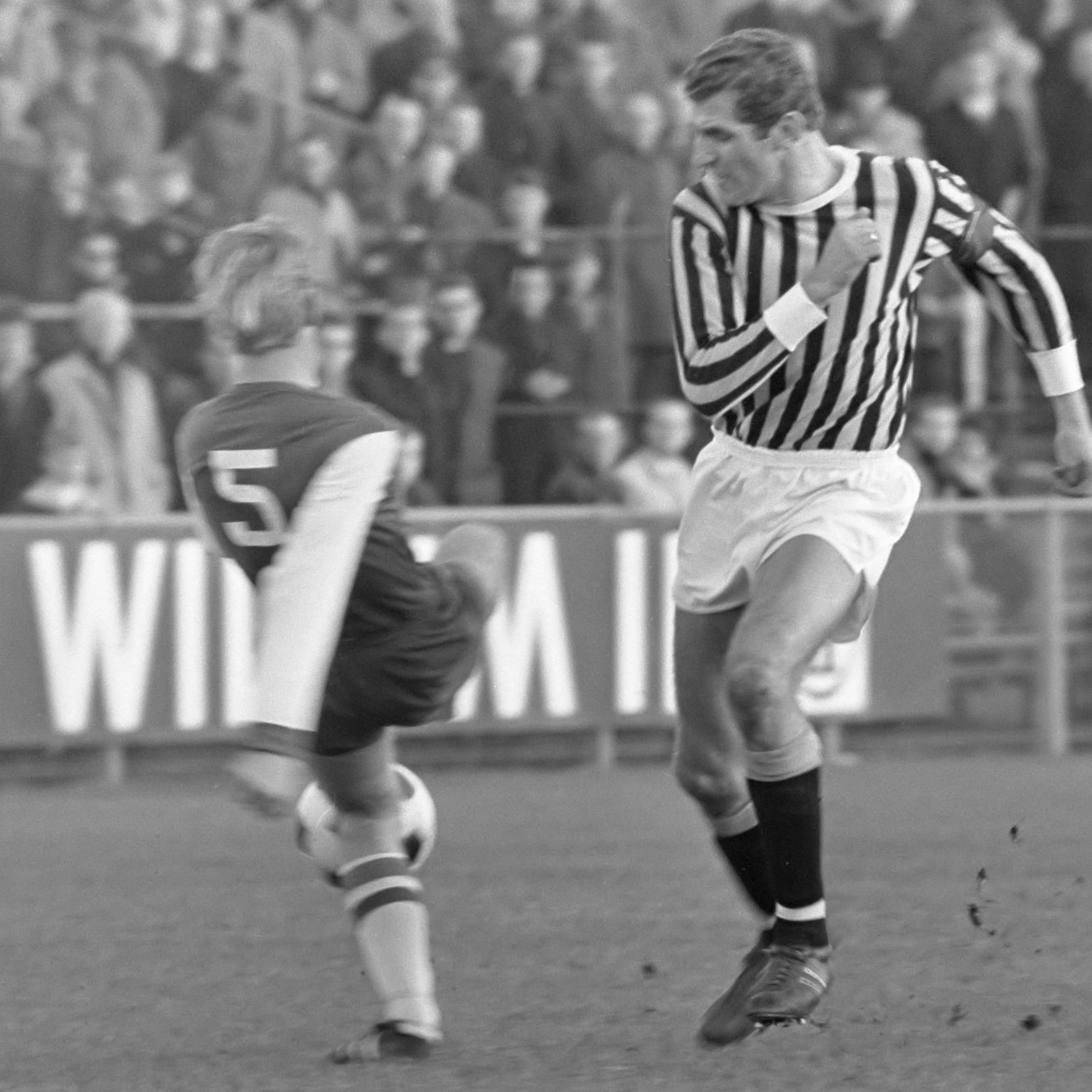
Henk Bosveld
overleden in 1998

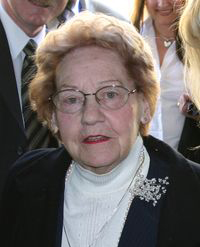
Savka Dabčević-Kučar
overleden in 2009

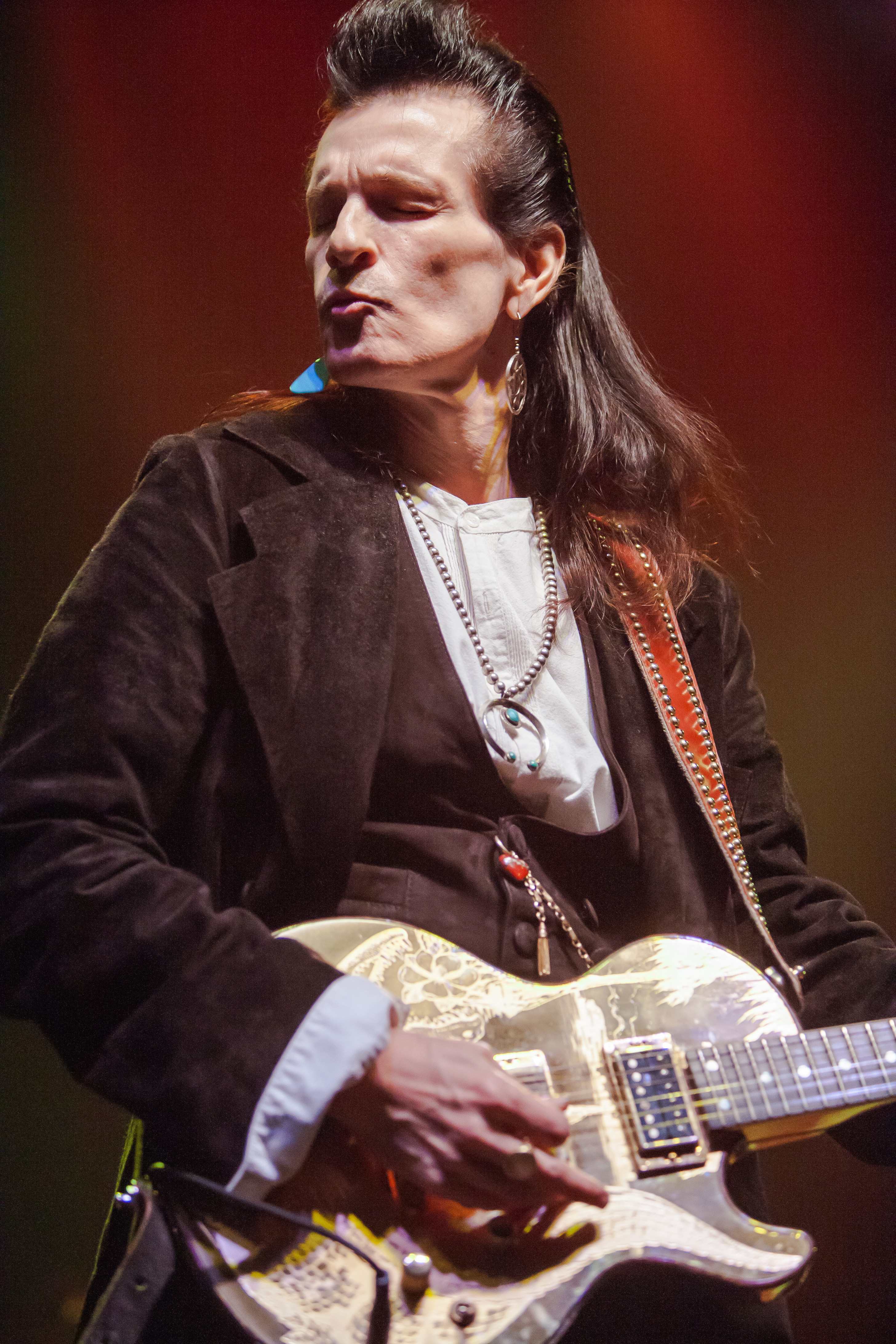
Willy deVille
overleden in 2009

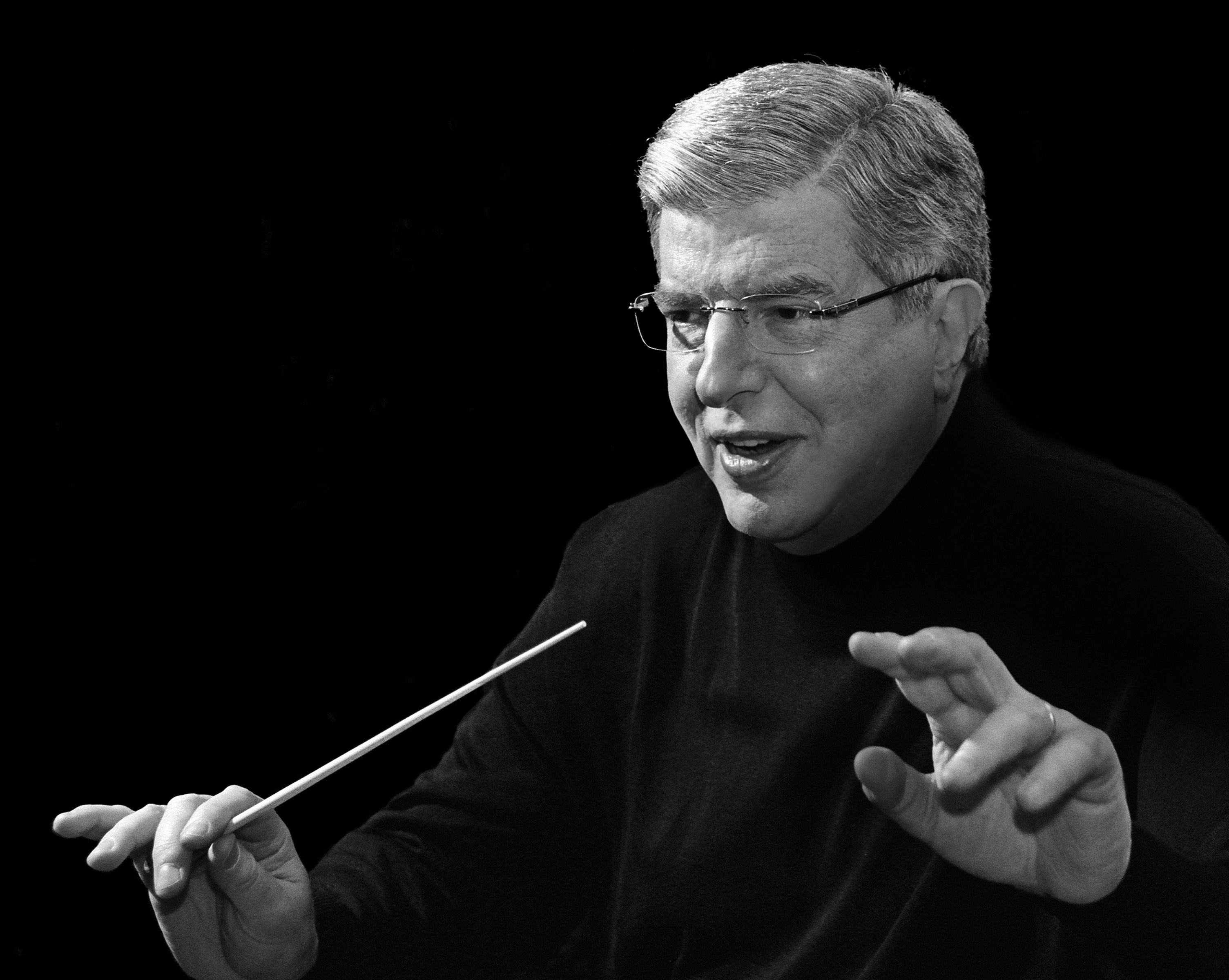
Marvin Hamlisch
overleden in 2012

- 1221 - Dominicus Guzmán (51), Spaans priester, stichter van de Dominicanen
- 1458 - Calixtus III (79), paus 1455-1458
- 1588 - Josias I van Waldeck-Eisenberg (34), Duits graaf
- 1660 - Diego Velázquez (61), Spaans kunstschilder
- 1666 - Tjerk Hiddes de Vries (44), Fries admiraal en zeeheld
- 1746 - Christiaan VI (46), koning van Denemarken en Noorwegen
- 1796 - David Allan (52), Schots portretschilder en tekenaar
- 1820 - Elisa Bonaparte (42), jongere zuster van Napoleon Bonaparte
- 1944 - Dietrich Kraiss (54), Duits generaal
- 1961 - Jozef Van Roey (87), Belgisch kardinaal-aartsbisschop van Mechelen
- 1963 - Sophus Nielsen (75), Deens voetballer en voetbalcoach
- 1965 - Nancy Carroll (61), Amerikaans actrice
- 1966 - Marcel Perrière (75), Zwitsers wielrenner
- 1966 - Louis Somer (65), Nederlands violist en componist
- 1968 - Giovanni Bracco (60), Italiaans autocoureur
- 1969 - Theodor Adorno (65), Duits socioloog, filosoof, musicoloog en componist
- 1973 - Fulgencio Batista (72), Cubaans president
- 1976 - Maria Kljonova (78), mariene geoloog uit de voormalige Sovjet-Unie
- 1978 - Paus Paulus VI (80)
- 1983 - Klaus Nomi (39), Duits zanger
- 1986 - Beppe Wolgers (57), Zweeds acteur, schrijver, componist en regisseur
- 1990 - Gordon Bunshaft (81), Amerikaans architect
- 1990 - Jacques Soustelle (78), Frans antropoloog en politicus
- 1993 - Robert Kiesel (81), Amerikaans atleet
- 1994 - Domenico Modugno (66), Italiaans zanger
- 1996 - Bill Lennard (62), Engels darter
- 1997 - Berend Hendriks (79), Nederlands beeldend kunstenaar
- 1998 - Henk "Charly" Bosveld (57), Nederlands voetballer
- 1998 - Nat Gonella (90), Brits jazztrompettist
- 1999 - Frans Henrichs (76), Nederlands sportverslaggever
- 2001 - Larry Adler (87), Brits harmonicavirtuoos
- 2001 - Jorge Amado (88), Braziliaans schrijver
- 2001 - Wilhelm Mohnke (90), Duits generaal
- 2002 - Jim Crawford (54), Schots autocoureur
- 2002 - Edsger Dijkstra (72), Nederlands informaticus
- 2004 - Rudy van Houten (70), Nederlands pianist
- 2004 - Rick James (56), Amerikaans funkmuzikant
- 2005 - Robin Cook (59), Brits minister van Buitenlandse Zaken
- 2005 - Ibrahim Ferrer (78), Cubaans muzikant
- 2005 - Leonardo Rodríguez Alcaine (86), Mexicaans vakbondsleider en politicus
- 2005 - Jan Wilmans (90), Nederlands politicus
- 2006 - Jim Pomeroy (53), Amerikaans motorcrosser
- 2007 - Heinz Barth (86), Duits oorlogsmisdadiger en officier bij de Waffen-SS
- 2009 - Maup Caransa (93), Nederlands ondernemer en onroerend goedhandelaar
- 2009 - Savka Dabčević-Kučar (85), Kroatisch politica
- 2009 - John Hughes (59), Amerikaans filmregisseur, -producent en scenarioschrijver
- 2009 - Willy DeVille (58), Amerikaans zanger en componist
- 2010 - André Telting (74), Surinaams politicus en bankier
- 2011 - Fe del Mundo (99), Filipijns kinderarts en wetenschapper
- 2011 - Roman Opalka (79), Frans schilder
- 2011 - Eddy Sedoc (72), Surinaams politicus en diplomaat
- 2012 - Marvin Hamlisch (68), Amerikaanse filmcomponist en arrangeur
- 2012 - Robert Hughes (74), Australisch schrijver, kunstcriticus en televisiemaker
- 2012 - Frits Vanden Boer (78), Belgisch voetballer
- 2013 - Dino Ballacci (89), Italiaans voetballer en voetbaltrainer
- 2013 - Selçuk Yula (53), Turks voetballer
- 2014 - Ralph Bryans (72), Brits motorcoureur
- 2015 - Jan van Bommel (81), Nederlands burgemeester
- 2016 - Jack Sears (86), Brits auto- en rallycoureur
- 2016 - Jan Wilsgaard (86), Noors-Amerikaans ingenieur en auto-ontwerper
- 2017 - Betty Cuthbert (79), Australisch atlete
- 2017 - David Maslanka (73), Amerikaans componist
- 2018 - Paul Laxalt (96), Amerikaans politicus, senator en gouverneur
- 2018 - Joël Robuchon (73), Frans chef-kok
- 2019 - Caecilia Andriessen (88), Nederlands pianiste, muziekpedagoog en componiste
- 2019 - Rod Coleman (93), Nieuw-Zeelands motorcoureur
- 2020 - Ger Copper (67), Nederlands goochelaar
- 2020 - Wayne Fontana (74), Brits zanger
- 2020 - Nikolai van der Heyde (84), Nederlands regisseur en schrijver
- 2020 - Joke Kersten (76), Nederlands politica en bestuurder
- 2020 - Brent Scowcroft (95), Amerikaans luitenant-generaal en regeringsadviseur
- 2020 - Bernard Stiegler (68), Frans filosoof
- 2021 - Donald Kagan (89), Amerikaans oudhistoricus, classicus en hoogleraar
- 2022 - Carlo Bonomi (85), Italiaans clown en stemacteur
- 2023 - Leo Elfers (77), Nederlands politicus
- 2023 - Ruud Vermaaten (87), Nederlands politicus
- 2024 - Elly Mes (93), Nederlands kunstschilderes
- 2024 - Hans Plomp (80), Nederlands schrijver en dichter
- 2024 - Maurice Williams (86), Amerikaans zanger
- 2024 - Carl Philipp zu Salm-Salm (91), Duits edelman
- 2025 - Tony De Pauw (70), Belgisch ondernemer

## Viering/herdenking

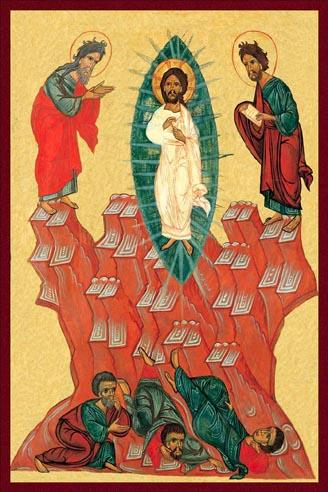
Gedaanteverandering van Jezus

- Bolivia: Onafhankelijkheidsdag (1825)
- Jamaica: Onafhankelijkheidsdag (1962)
- Rooms-katholieke kalender:
  - Gedaanteverandering van Jezus - Feest
  - Heiligen Justus en Pastor (van Alcalá) († 304)
  - Heilige Hormisdas († 523)
  - Heilige Anna Maria Rubatto († 1904)

## Weerextremen

### Nederland
| | Officiële records | Officiële records | Officiële records |      | Landelijke records | Landelijke records | Landelijke records            |
| Gebeurtenis | Jaar              | Extreem           | Locatie           | Jaar | Extreem            | Locatie            |                               |
| --- | ----------------- | ----------------- | ----------------- | ---- | ------------------ | ------------------ | ----------------------------- |
| Laagste etmaalgemiddelde temperatuur (°C) | 1913              | 11,3              | De Bilt           |      | 1987               | 9,8                | Soesterberg                   |
| Hoogste etmaalgemiddelde temperatuur (°C) | 2003              | 25,5              | De Bilt           |      | 2003               | 27,0               | Maastricht                    |
| Laagste minimumtemperatuur (°C) | 1913              | 4,7               | De Bilt           |      | 1967               | 3,3                | Deelen                        |
| Hoogste minimumtemperatuur (°C) | 1938              | 18,4              | De Bilt           |      | 2004               | 20,7               | Lauwersoog                    |
| Laagste maximumtemperatuur (°C) | 2023              | 15,8              | De Bilt           |      | 2023               | 14,4               | Maastricht                    |
| Hoogste maximumtemperatuur (°C) | 2003              | 33,9              | De Bilt           |      | 2003               | 35,6               | Westdorpe                     |
| Hoogste uurgemiddelde windsnelheid (m/s) | 1920, 1929, 1941  | 10,8              | De Bilt           |      | 1993               | 20,1               | IJmuiden                      |
| Hoogste windstoot (m/s) | 1993              | 16,5              | De Bilt           |      | 1990               | 24,7               | Deelen                        |
| Langste zonneschijnduur (uur) | 2018              | 14,0              | De Bilt           |      | 1997               | 14,5               | Hoorn Terschelling, Marknesse |
| Langste neerslagduur (uur) | 2023              | 14,2              | De Bilt           |      | 2023               | 14,9               | Schiphol                      |
| Hoogste etmaalsom van de neerslag (mm) | 2001              | 14,9              | De Bilt           |      | 2002               | 53,1               | Hoek van Holland              |
| Laagste etmaalgemiddelde relatieve vochtigheid (%) | 1975              | 50                | De Bilt           |      | 2020               | 38                 | Maastricht                    |
| Laagste uurwaarde luchtdruk op zeeniveau (hPa) | 2021              | 1000,2            | De Bilt           |      | 1941               | 995,6              | De Kooy                       |
| Hoogste uurwaarde luchtdruk op zeeniveau (hPa) | 1935              | 1029,1            | De Bilt           |      | 2022               | 1030,4             | Gilze-Rijen                   |
| Officiële records worden altijd gemeten op het KNMI-weerstation in De Bilt. Landelijke records kunnen worden gemeten op elk officieel KNMI-weerstation in Nederland. |                   |                   |                   |      |                    |                    |                               |

Uitzonderlijke gebeurtenissen
- 1927 - Officieel hoogste minimumtemperatuur in °C van het jaar gemeten in De Bilt: 18,0
- 1938 - Officieel hoogste minimumtemperatuur in °C van het jaar gemeten in De Bilt: 18,4. Samen met 5 augustus
- 1987 - Landelijk maandrecord laagste etmaalgemiddelde temperatuur in °C van augustus gemeten in Soesterberg: 9,8
- 2004 - Eerste officiële tropische dag van het jaar (maximumtemperatuur ≥ 30 °C in De Bilt)
- 2007 - Officieel hoogste minimumtemperatuur in °C van het jaar gemeten in De Bilt: 17,5
- 2023 - Officieel laagste maximumtemperatuur in °C van augustus dit jaar gemeten in De Bilt: 15,8
- 2023 - Landelijk laagste maximumtemperatuur in °C van augustus dit jaar gemeten in Maastricht: 14,4
- 2023 - Landelijk hoogste uurgemiddelde windsnelheid in m/s van augustus dit jaar gemeten in IJmuiden: 18,0
- 2023 - Landelijk hoogste windstoot in m/s van augustus dit jaar gemeten in Oosterschelde en Schaar: 23,0. Samen met 2 augustus
- 2023 - Officieel langste neerslagduur in uren van augustus dit jaar gemeten in De Bilt: 14,2
- 2023 - Landelijk langste neerslagduur in uren van augustus dit jaar gemeten in Schiphol: 14,9
- 2023 - Landelijk hoogste etmaalsom van de neerslag in mm van het jaar gemeten in Deelen: 52,3 (voorlopig)
- 2023 - Landelijk hoogste etmaalsom van de neerslag in mm van augustus dit jaar gemeten in Deelen: 52,3

### België
Dagrecords
- 1987 - Laagste etmaalgemiddelde temperatuur 12,1 °C
- 2003 - Hoogste etmaalgemiddelde temperatuur 27,2 °C
- 1987 - Laagste minimumtemperatuur 5,9 °C
- 2003 - Hoogste maximumtemperatuur 34,4 °C
- 2002 - Hoogste etmaalsom van de neerslag 22 mm

Uitzonderlijke gebeurtenissen
- 1981 - In één dag 109 mm neerslag in Brugge.
- 1981 - Tornado veroorzaakt schade in de streek tussen Liedekerke en Teralfene (Affligem).
- 2003 - Maximumtemperaturen tot 37,6 °C in Han-sur-Lesse en 38 °C in Wasmuel nabij Bergen.

<< · 1 · 2 · 3 · 4 · 5 · 6 · 7 · 8 · 9 · 10 · 11 · 12 · 13 · 14 · 15 · 16 · 17 · 18 · 19 · 20 · 21 · 22 · 23 · 24 · 25 · 26 · 27 · 28 · 29 · 30 · 31 · >>